# Chiesa di San Maurizio (Gorla Minore)
La chiesa di San Mauro è un luogo di culto cattolico di rito ambrosiano, costruito a Gorla Minore. Rientra tra i beni del Collegio Rotondi.

## Storia

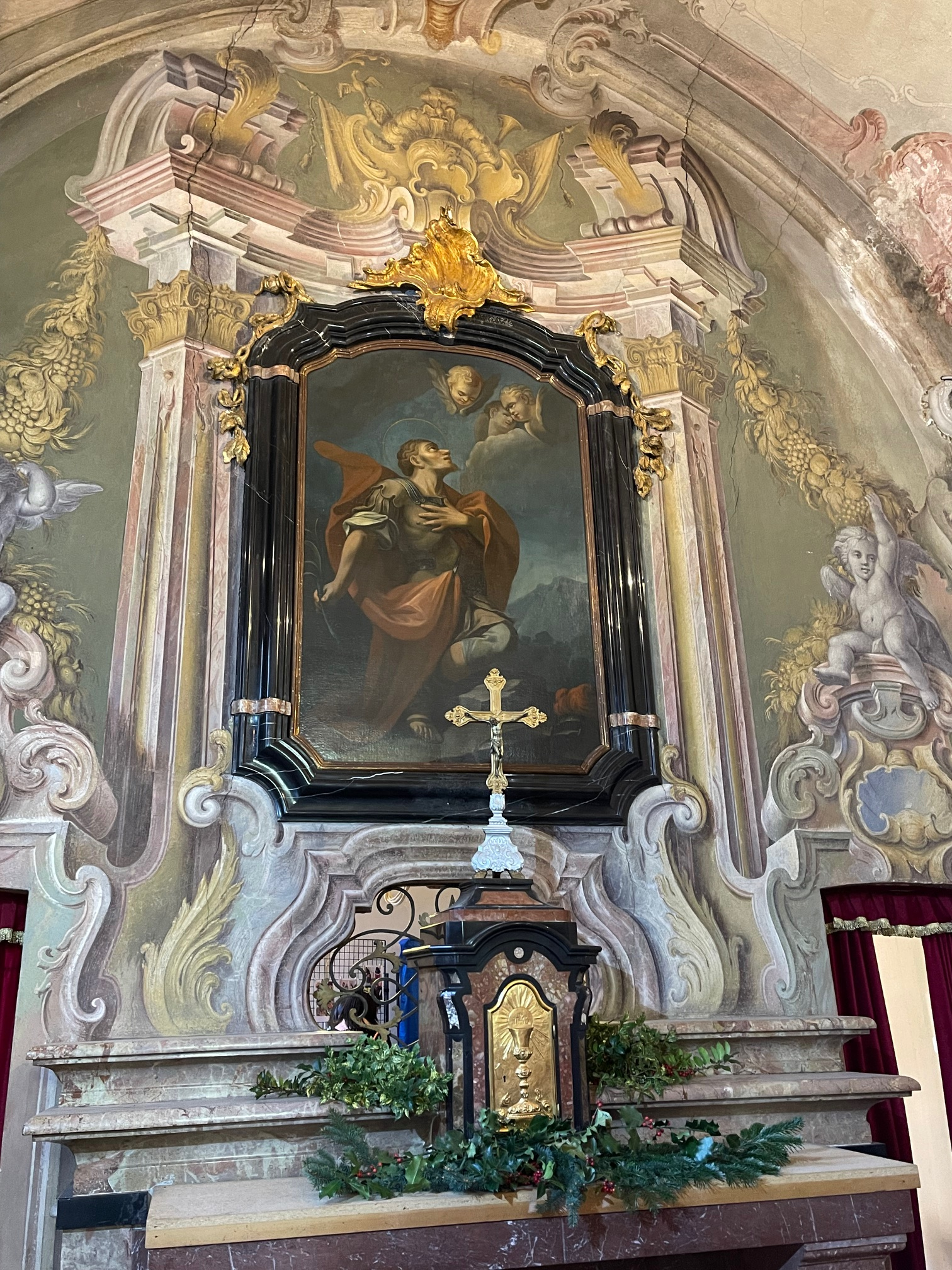
Pala raffigurante San Maurizio, Collegio Rotondi

La chiesetta di San Maurizio, datata al XII secolo - XIII secolo, è stata costruita come cappella privata dei nobili Terzaghi. Nel 1599 l’oratorio e la residenza passarono alla Congregazione degli Oblati, che da allora vi ha istituito un collegio. L’edificio ha negli anni avuto diversi usi, che ne hanno alterato la struttura interna.
La chiesa attuale risale al tardo Seicento e si compone di una lunga aula unica rettangolare, con campanile cuspidato in cotto e facciata barocca con profilo a vela. Recenti restauri hanno portato alla luce preziosi affreschi datati tra il XIII e il XIV secolo, tra cui scene del martirio di San Maurizio.
Le origini dell’oratorio di San Maurizio vanno collegate all’ambizioso desiderio dei nobili locali, i Terzaghi, di possedere una cappella nell’ambito della propria residenza. Che questa fosse anticamente una specie di casa fortificata, è dimostrato anche dal fatto che molti documenti notarili dei secoli XVI e XVII indicano la dimora dei Terzaghi col nome di castello. La costruzione della cappella è da collocarsi poco dopo l’anno Mille; nel corso di restauri dell’interno sono affiorati alcuni affreschi databili tra il XIII e il XIV secolo. Nel 1599, per volere testamentario di Giovanni Andrea Terzaghi, l’oratorio, che egli stesso aveva provveduto a riedificare, fu ceduto alla Congregazione degli Oblati, con l’obbligo di farvi risiedere un confratello per la celebrazione quotidiana di una messa.
Nuovamente ampliato e restaurato alla fine del ‘600, quando venne eretto il bel campanile cuspidato in cotto, dopo l’occupazione francese, nel 1810, fu confiscato insieme a tutte le altre proprietà della Congregazione. Sarà riaperto nel 1811.
Nell’estate del 1944 finì per essere usato come magazzino. Con il testamento del 1599 il Terzaghi lasciò alla Congregazione degli Oblati del S. Sepolcro anche la sua residenza, vicino all’oratorio di S. Maurizio, con l’obbligo di istruire i giovani.
Gli Oblati si dedicarono con grande zelo a questo compito e ben presto ai ragazzi di Gorla si aggiunsero quelli dei paesi vicini. L’iniziativa riscosse tanto successo da indurre gli Oblati ad aprire un vero e proprio collegio nel 1629. Un secolo dopo si costruì il cosiddetto quadrilatero, corrispondente al corpo centrale dell’attuale complesso, con il cortile interno circondato da un portico scandito da sessanta colonne di granito.
Nel 1774 i convittori sono 73 e la retta ammonta a 300 lire annue, ma appena dodici anni più tardi il numero è salito a 110 interni, più altrettanti esterni. Si insegna la lingua latina servendosi anche del dialetto. L’antica “casa da nobile” dei Terzaghi è ora completamente incorporata nelle nuove strutture, che vanno gradualmente estendendosi verso la piazza del paese, ma la confisca dei beni del 1810 annulla secoli di lavoro.
Il rettore Gianbattista Sioli e il vicerettore Giorgio Rotondi riscattano, con grandi sacrifici, l’intero “stabilimento”, compresa la chiesa di San Maurizio. Nel 1816 il Rotondi ottiene dal governo austriaco la nomina a rettore, paga i debiti ed acquista una parte dei terreni confiscati. Nel 1818 viene chiuso al pubblico l’oratorio di San Maurizio e il Collegio cede al comune di Gorla Minore la striscia di terra sulla quale sorgerà la rampa di accesso alla stazione ferroviaria.
Il 24 luglio 1838 il Collegio viene riconosciuto “stabilimento pubblico”, sotto la tutela dell’imperial regio governo. Dal 1848 al 1853 il Collegio fu retto dai padri Somaschi e il suo prestigio diminuì notevolmente, tanto che i convittori scesero a 80. Ma con il ritorno degli Oblati si rese addirittura necessaria l’apertura di nuove aule in altri edifici della piazza. Nel 1880 fu eretta una cappella interna e dieci anni dopo la costruzione del liceo. Nel 1912 fu aperto a Gorla Minore il Collegio Femminile Gonzaga, retto dalle suore della Presentazione di Maria SS. al Tempio. Oggi è sede di una casa di riposo per anziani.

## Architettura
Durante gli anni '70, nuovi lavori hanno portato alla scoperta di nuovi affreschi: alcuni sono situati nella zona absidale e presentano i tratti tipici del barocco, mentre gli altri due si trovano lungo la navata centrale e appartengono rispettivamente al periodo medievale e rinascimentale.
Il primo affresco rappresenta il Martirio di Sant'Agata, mentre il secondo rappresenta un Santo con paramenti episcopali, si pensa Sant'Ambrogio. L'interno è ornato da altri elementi barocchi, tra cui motivi floreali, angeli e un coro di putti. Sulla parete sopra l'altare è posta una lastra di marmi policromi, arricchita da una grande pala raffigurante San Maurizio. da cui la chiesa prende il nome. Sono quattro i quadri, realizzati dal pittore ligure David Beghè, che rappresentano il Martirio del Santo.
Il campanile è caratterizzato da un'architettura semplice, realizzata in mattoni, pietre e legno, che si integra con gli edifici circostanti.